# 下淡水溪鐵橋
下淡水溪鐵橋，俗稱高屏舊鐵橋或高屏溪舊鐵橋，是一座位於臺灣高雄市大樹區至屏東縣屏東市的鐵路橋樑，即縱貫鐵路屏東線九曲堂車站至六塊厝車站間的鐵路橋之一，橫跨高屏溪（舊稱下淡水溪）。
該桁架橋由日本鐵道技師飯田豐二負責設計監造，於1911年動工，1913年完工，並於1914年正式啟用。全橋採單軌設計，總長1,526公尺、橋面寬度為7.6公尺，由24節鋼桁架組成，是當時東南亞地區最長的鐵路橋樑，戰後後由政府接收使用。自新橋於1987年完成通車後，舊鐵橋直到1992年除役，並於1997年經內政部指定為第二級古蹟，該鐵橋已轉型為觀光用途，作為人行道橋使用。橋梁設有導覽解說與觀景平台。並已升格為中華民國國定古蹟。

## 歷史

### 建設背景
20世紀初，臺灣總督府為強化南部交通運輸體系，計畫加速高雄港至南部地區的人員與軍事物資輸送，並便於輸運屏東平原出產的蔗糖成品及開發平原物資，遂決定於下淡水溪（今高屏溪）屏東線興建鐵路橋梁，以連接打狗（今高雄市）與阿緱（今屏東市）。當時的下淡水溪為臺灣南部最大河川之一，河面寬廣、溪流湍急，加上水患頻仍成工程技術難以突破的問題。但考量阿緱地區人口聚集、商貿活動繁榮，以及臺灣製糖株式會社阿緱製糖工廠（即今台糖屏東總廠）產能可觀，總督府仍決意推動橋梁建設。
明治三十七年（1904年）4月5日，鐵道技佐矢崎計佐吉與小竹信敏負責進行鳳山支線的路線測量與規劃作業。當時計畫自打狗停車場（今高雄港車站）為起點，路線經鳳山、三塊厝、九曲堂，再橫渡下淡水溪至阿緱，並預留未來延伸至恆春的可能性。該計畫於明治三十九年（1906年）12月動工，但由於下淡水溪處工程技術難度過大，成為整體工程的瓶頸。因此，最初路段僅先行興建至下淡水溪北岸的九曲堂站，並於明治四十年（1907年）完工通車成為鳳山線的臨時終點站。至此，跨越下淡水溪並進入阿猴街的工程則需另行規劃與建造，最終促成後來下淡水溪鐵橋的興建計畫。
為順利興建工程，以及便於人員與建材自打狗港運抵位於阿緱的工程基地與工廠，臺灣製糖株式會社曾規劃一條臨時專用鐵道鋪設工程。該路線建設一座長達三公里以上的輕便橋梁跨越河川，鑑於工程難度與風險甚高。為此當局特別向總督府申請補助經費，臨時橋梁於明治四十一年（1908年）3月完工，同年6月正式開放使用施。然而，由於橋梁採木材構造，面對颱風與洪水極易受損。至明治四十二年（1909年），橋梁因連年風災、水患而遭受嚴重毀損，交通動線時常中斷，當局再度向總督府申請經費進行修復，直至1911年遭洪水沖失。
鐵橋最終於1911年11月11日（另有一說為11月3日）舉行開工典禮，由總督府鐵道部技師皆九曲堂派出所主任飯田豐二負責規劃與設計，工程由鹿島組承包建造。整項工程歷時兩年，於1913年10月下旬完成主體結構，總耗資約二百三十萬日圓。當時此橋為亞洲最長之鐵路橋梁，被譽為「東洋第一大鐵橋」，亦是串聯高雄與屏東之間首座陸上交通設施。其工程耗資約1302萬日圓。
施工期間，該橋曾多次遭遇豪雨與溪水暴漲，工程困難重重。由於九曲堂派出所附近爆發瘧疾，飯田又因工程積勞成疾，最後於1913年6月10日病逝於臺南病院，未能親見工程完工。其好友皆技師小山三郎等人將其遺墨安葬於九曲堂車站旁，並集資立碑紀念。
1913年12月20日，鐵路首先開通阿緱至九曲堂區間列車服務。翌年1914年2月15日，全線自打狗至阿緱間正式通車，當日並由時任臺灣總督佐久間左馬太親臨主持通車儀式。橋梁落成之際，其正式名稱為「下淡水溪大鐵橋」，當時該河流仍名「下淡水溪」，橋梁則位於臺南廳與阿緱廳之間。1920年行政區劃變更後，橋兩岸劃歸高雄州管轄，直至1950年改制為高雄縣與屏東縣，橋梁始成為兩縣之界線。
1914年，官方編列預算29萬4,000圓興建阿緱水道，並設置取水設施與送水幹線，工程計畫透過下淡水溪鐵橋南側將水源引至阿緱市區。該水道於1916年10月1日開始供水，並於1917年8月25日竣工。

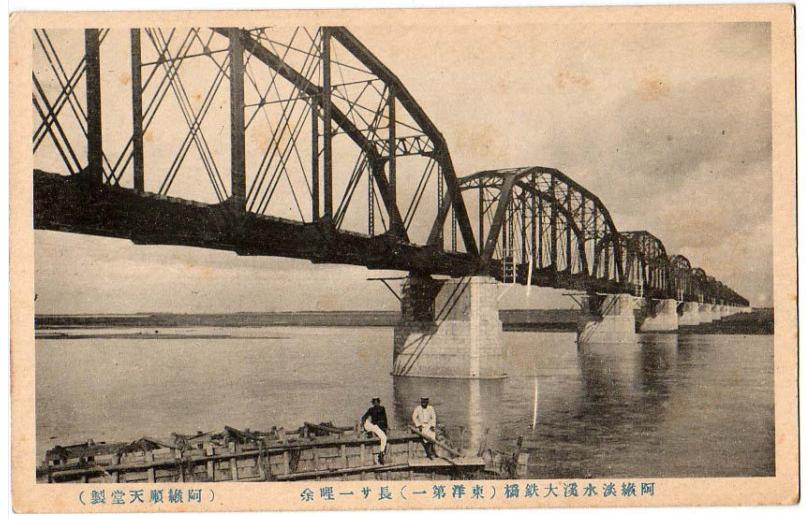
阿緱下淡水溪大鐵橋
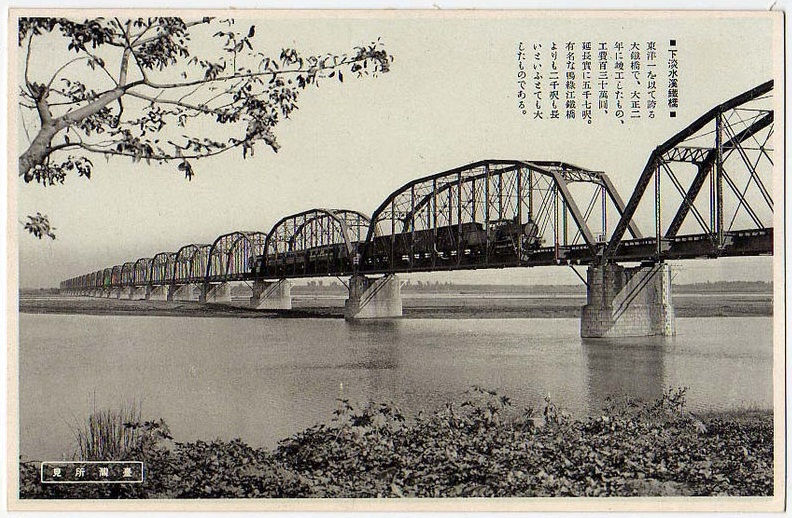
下淡水溪鐵橋
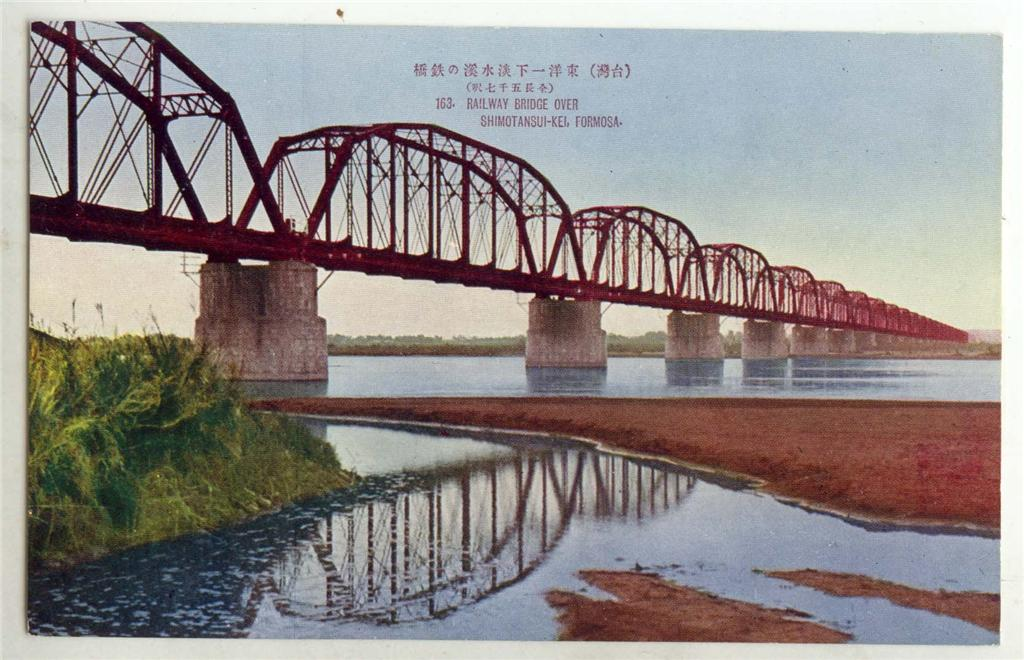
下淡水溪鐵橋
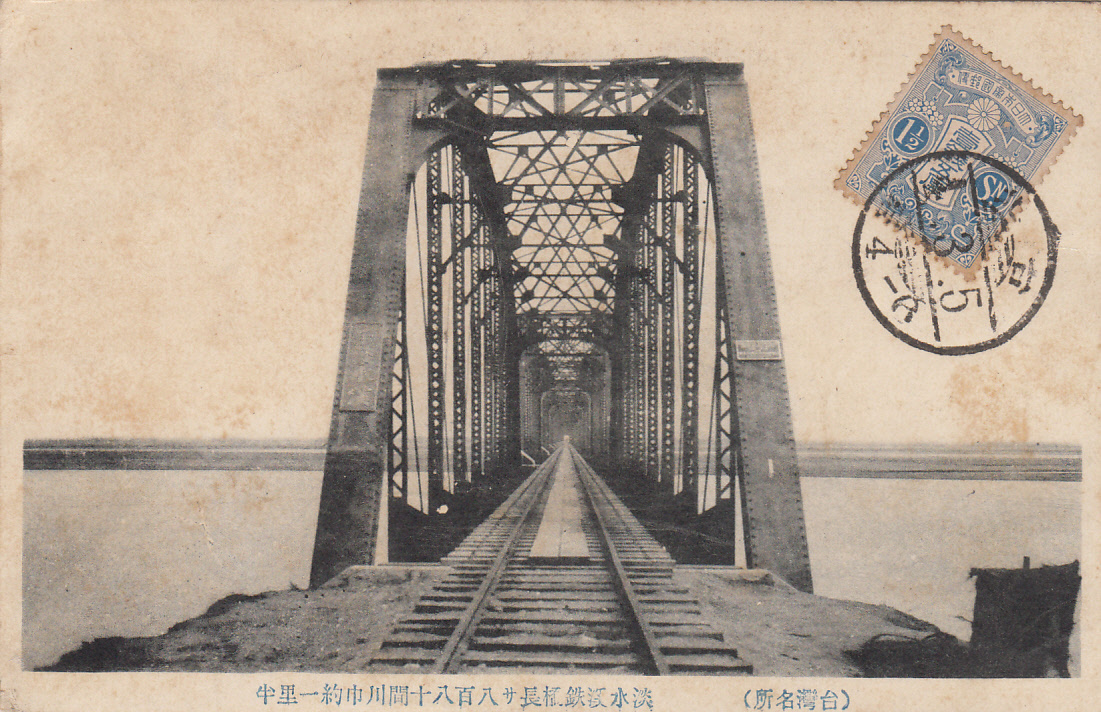
下淡水溪鐵橋

### 近代
第二次世界大戰結束後，下淡水溪鐵橋由臺灣鐵路管理局接管，繼續作為屏東線的鐵路橋梁使用。由於河川長期遭盜採砂石，導致高屏溪河床逐漸下陷，造成鐵橋橋墩基座裸露，結構亦因此日漸受損，臺鐵於民國五十三年（1964年）進行一次改建，由臺鐵鋼梁廠自製鋼桁架，該換梁工程竣工於1966年3月29日。
1970年代，因應高屏鐵路雙軌化計畫及鐵路電氣化工程後，臺鐵於1983年起在原鐵橋北側（即上游側）新建一座雙線電氣化標準之新橋，即今日所見之高屏溪橋。該橋於1987年4月10日完工，同年6月17日切換通車，舊鐵橋則正式停用，並於1992年除役。原規劃中，舊橋應全數拆除，僅保留兩孔桁架作為未來橋梁搶修之備用結構。但由於該橋具有珍貴之歷史與工程價值，高雄縣與屏東縣地方人士與文史團體紛紛呼籲保留。經各界爭取後，於1997年被內政部指定為國家二級古蹟，成為臺灣唯一獲此指定之鐵道橋梁在修復工程尚未全面展開之前，為防止遊客擅自進入鐵橋而造成安全疑慮，屏東縣政府曾於橋梁兩端設置鐵製柵門加以封閉圍阻。然而，民眾仍多次破壞柵門進入橋上，導致橋面枕木部分遭焚毀，桁架與鐵軌亦遭刻劃、塗鴉等破壞，嚴重損及橋體原貌與結構安全。為促進古蹟之活化與再利用，高雄縣與屏東縣政府遂共同推動舊鐵橋周邊區域之休憩空間與濕地景觀規劃。，高雄段側鐵橋濕地區域自2002年起結合河川復育工程所建設，2005年完工，並引入竹寮溪低污染的廢水以生態工法淨化。
2001年，財團法人虞兆中基金會、中國工程師學會、中國土木水利工程學會、財團法人台灣營建研究院、台灣省土木技師公會、財團法人中興工程科技研究發展基金會等單位發起主辦「尋找台灣十大土木史蹟」徵選活動，於2001年11月30日公告下淡水溪鐵橋入選「台灣十大土木史蹟」案例。
2005年7月，受海棠颱風因素導致高屏溪暴漲，舊鐵橋第9、10、11號三座橋墩及四座鋼桁架遭到沖毀。翌年6月10日，一場豪雨再次導致第12號橋墩及第13號桁架被沖毀，迫使相關單位進行橋墩補強與加高工程，並於2009年5月完成加固計畫。2009年8月，八八水災又造成鐵橋高雄端八座橋墩之一完全倒塌，優於損毀情況嚴重，被判定無法修復，桁架亦需重建，其周圍人工濕地亦在此災情嚴重受損，修復工事後於2010年完成。
由於安全考量，臺鐵後於封閉下淡水溪鐵橋兩端的出入口，使舊鐵橋自2010年代初期處於閒置狀態。為再生利用，高雄市政府都市發展局於2014年與臺鐵合作，向文化部爭取「古蹟再利用計畫」補助，在不破壞原有結構與構件的前提下，將部分橋段改造為長約300公尺的空中步道。該再利用工程由都市發展局負責後續管理與維護，並於8月底完工，於同年9月6日正式對外開放。開放當日，建橋工程師飯田豐二的孫子飯田慎一與飯田惠二亦特地出席。
2018年，因屏東端橋段之枕木嚴重腐蝕，屏東縣政府向中央政府爭取新台幣600萬元修繕經費，於9月封閉橋梁展開修復，並於同年12月13日重新開放參觀。2024年，下淡水溪鐵橋因長年缺乏維護，橋面枕木嚴重腐朽，對此，屏東縣政府文化資產保護所表示已爭取改善經費，後續將針對枕木與橋體進行必要修繕，同年受凱米颱風過境影響，鐵橋及溼地公園在此次災情受損。

## 構造

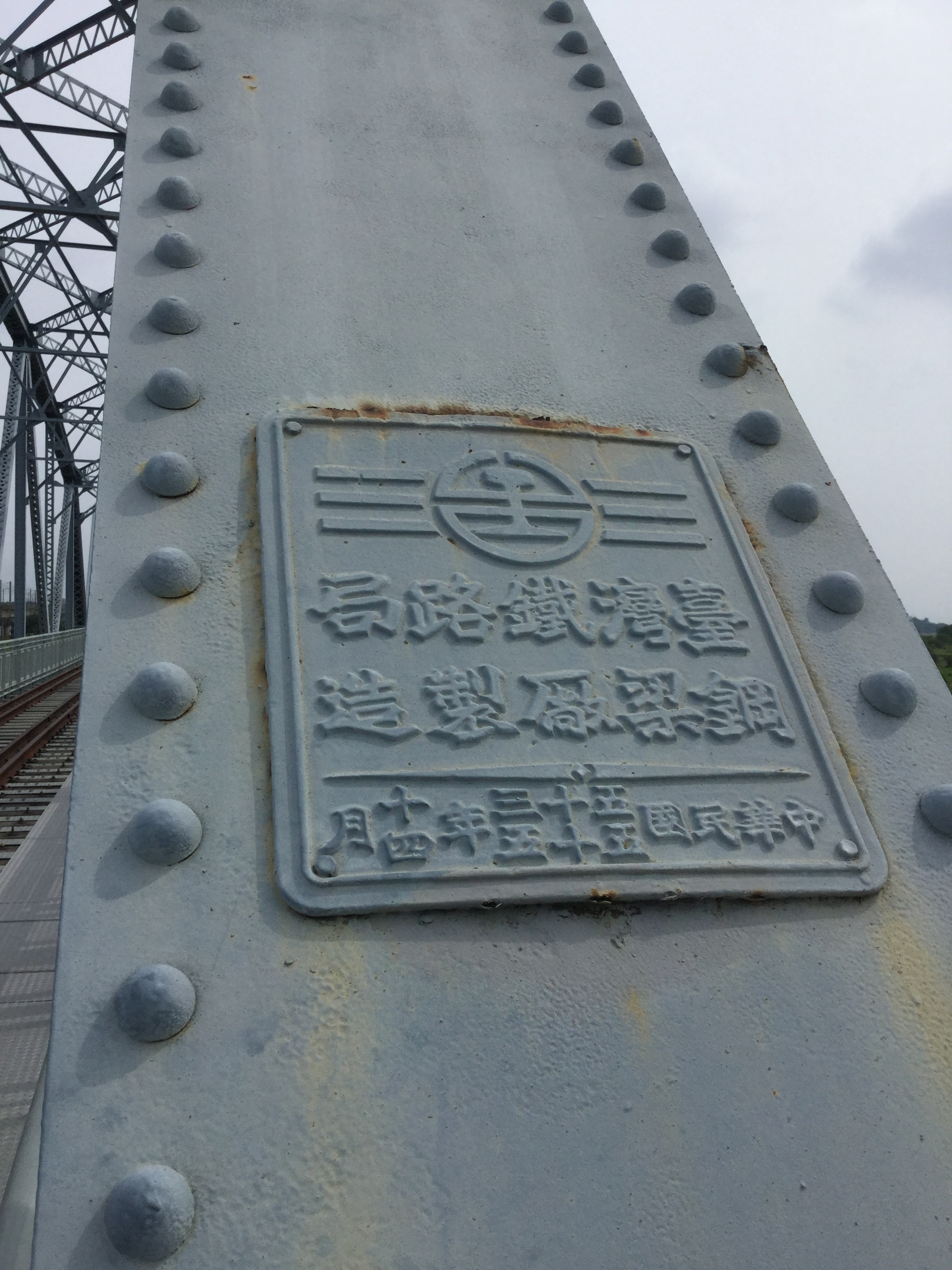
1964年補強工程銘板

### 原設計
下淡水溪鐵橋全長1,526公尺，共設有24孔橋跨，每孔長度為63.6公尺，屬於單線鐵道橋梁。橋樑上部結構以圓弧鋼桁架構造，桁架高度15.1公尺，為普拉特式結構形式橋梁下部結構方面，兩側橋台寬度為7.55公尺，高度約4.5公尺，係以混凝土澆置而成，外部包覆清水磚，轉角處則飾以日本德山產花崗岩石材，強化結構與美觀。各橋墩採用沉箱基礎，墩體由紅磚砌造，並於迎水面（橢圓形側）以德山花崗岩包覆，橋墩總高度約為9.5公尺，設計上具有破水功能以降低洪水對橋體之衝擊。
橋梁所使用之鋼樑構材由日本川崎造船所製造，經由高雄港及基隆港運抵臺灣，再利用鐵路輸送至工地現場組裝。由於施工時期尚未普及大型機械，工程多依賴人力完成。
由於歷經多次災害影響，原下淡水溪鐵橋並未完整保存。現今高雄市大樹區段僅存七座鋼桁架，為舊鐵橋濕地教育園區的一部分；屏東市端則尚存十一座鋼桁架，納入下淡水溪鐵橋生態園區進行保存與展示。此外，在屏東市幸福左岸河濱公園內，亦異地保留一座鋼桁架。

### 補強工程
1962年受到颱風侵襲影響，造成橋梁部分鋼桁架結構受損。為維持橋梁安全與運輸功能，臺灣鐵路管理局於1964年進行補強工程，由所屬鋼梁廠自製鋼桁架，替換部分原有結構。此次更新作業中，部分原始的普拉特式桁架更換為華倫式形式，並於每座新桁架端柱上焊接製造銘板，標示「臺灣鐵路局鋼梁廠製造」，並註明「民國五十三年」製造年份。

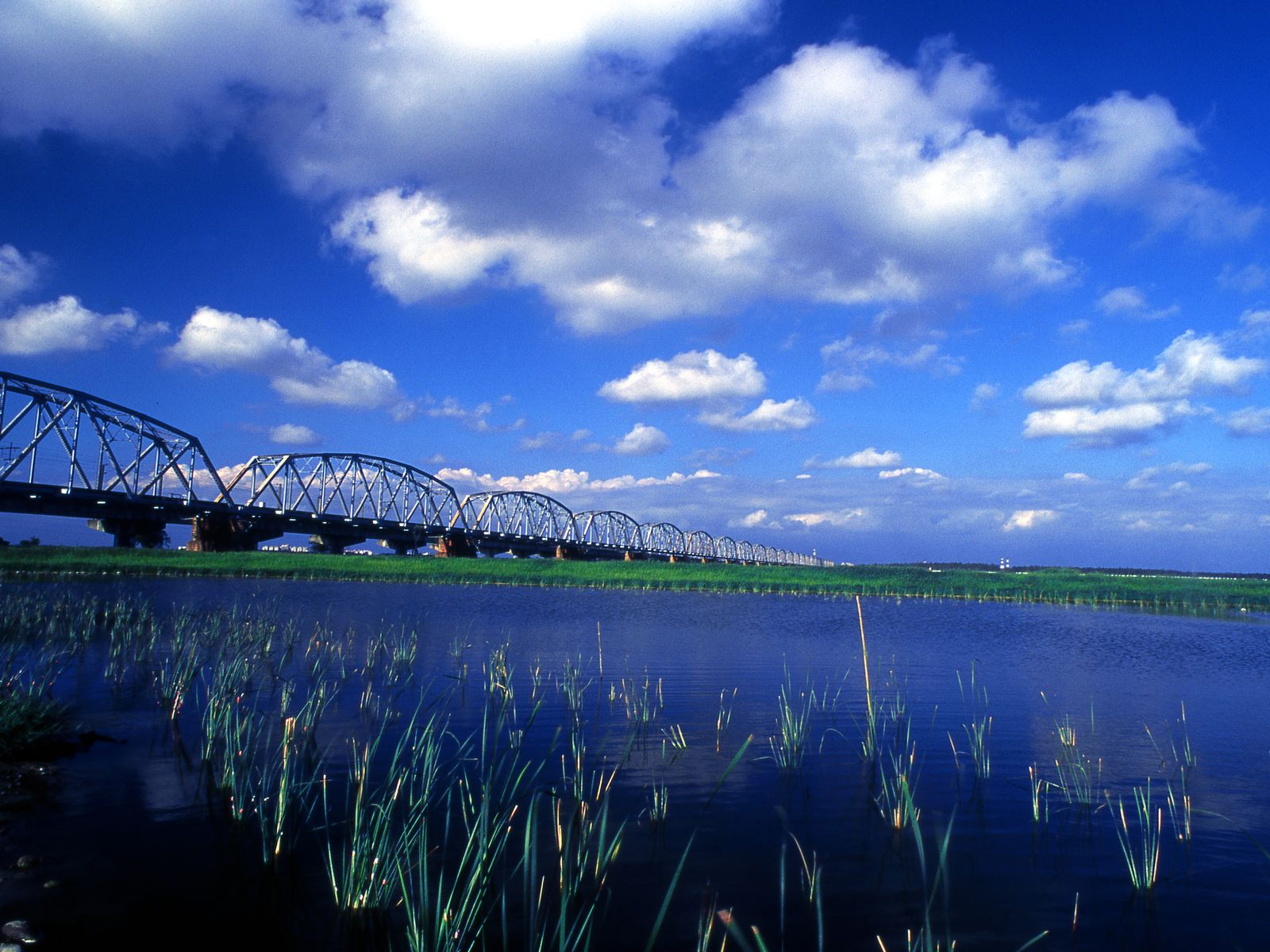
尚未受損前的下淡水溪鐵橋
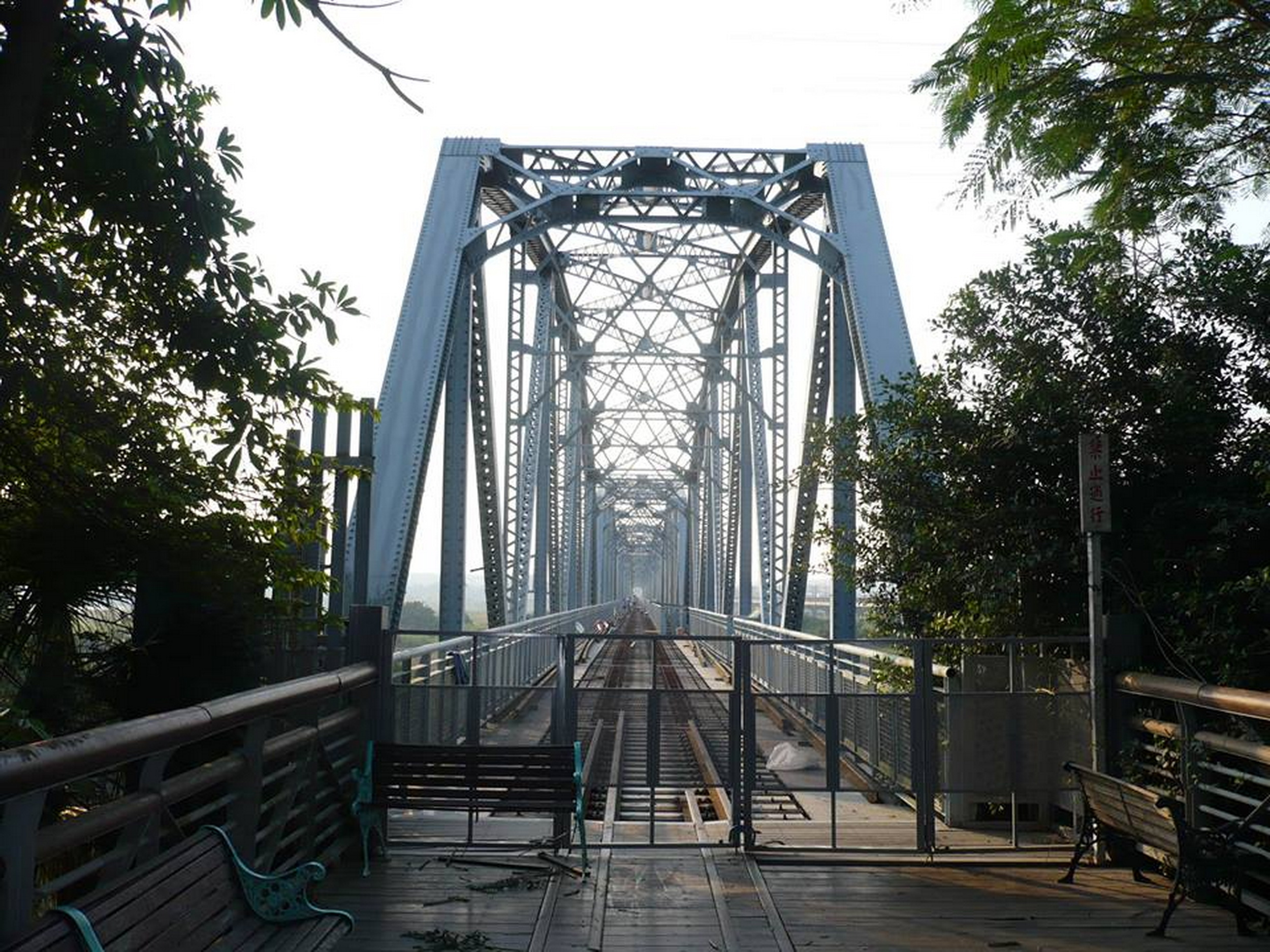
下淡水溪鐵橋屏東端入口處
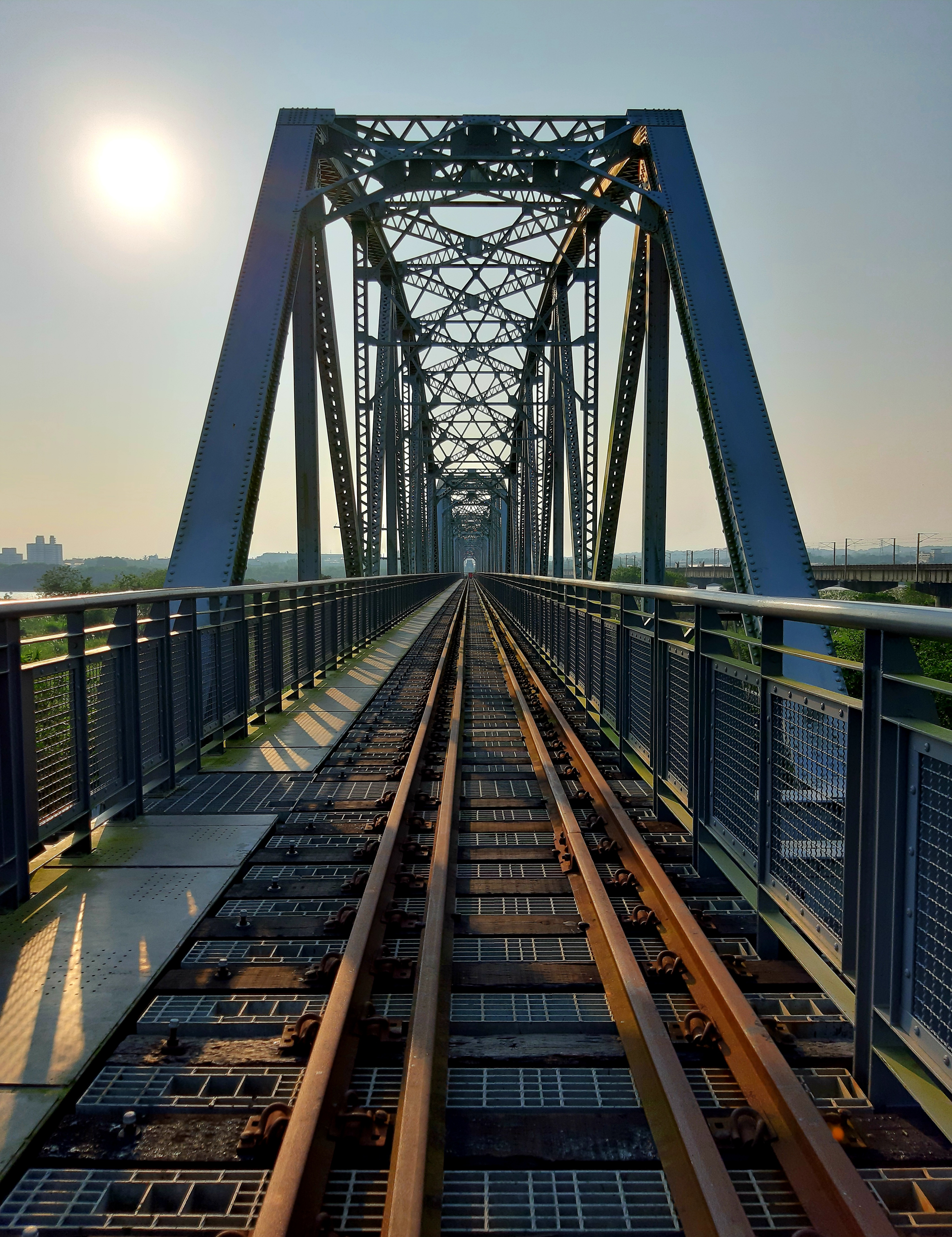
下淡水溪鐵橋天空步道景觀
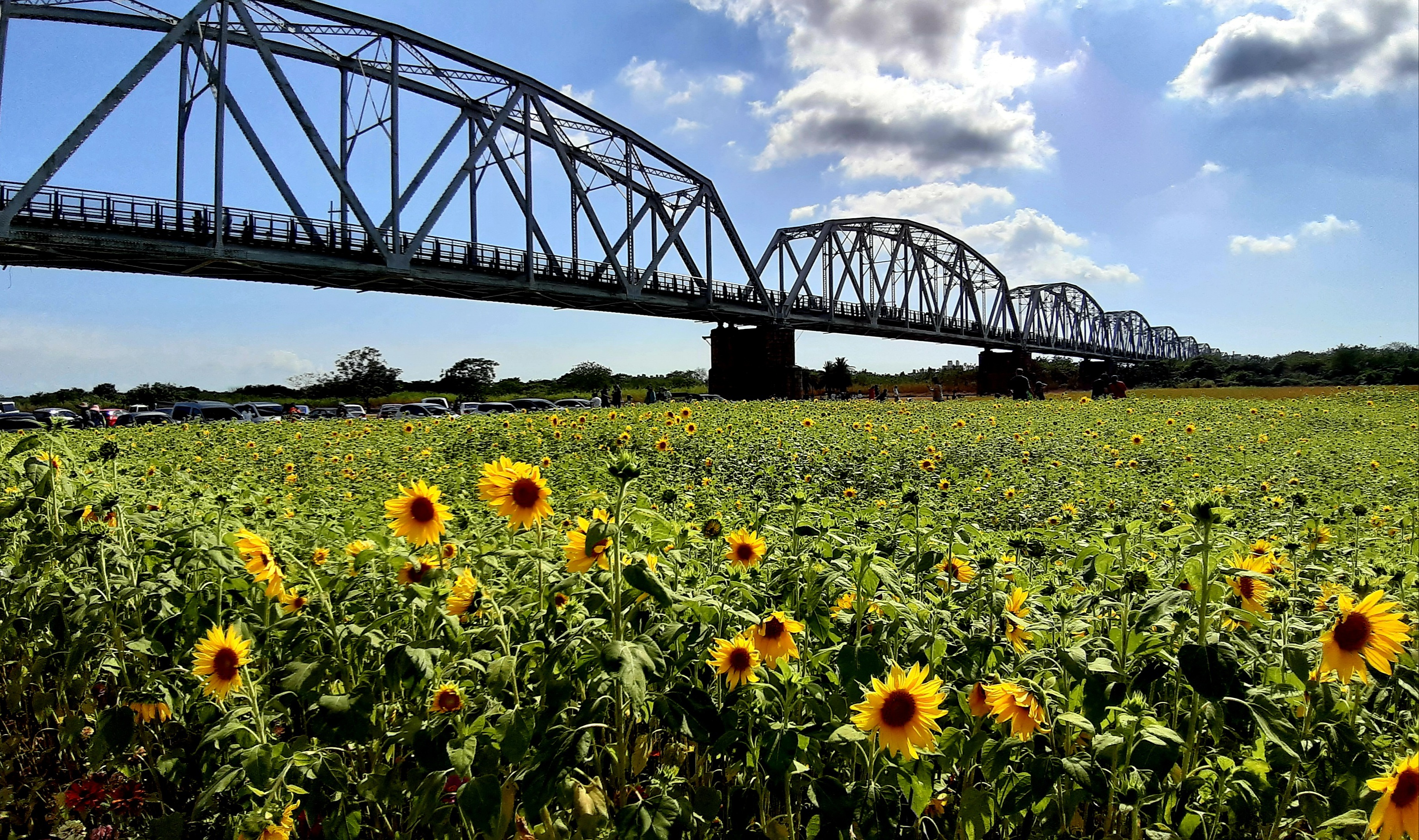
自濕地公園所見處之鐵橋
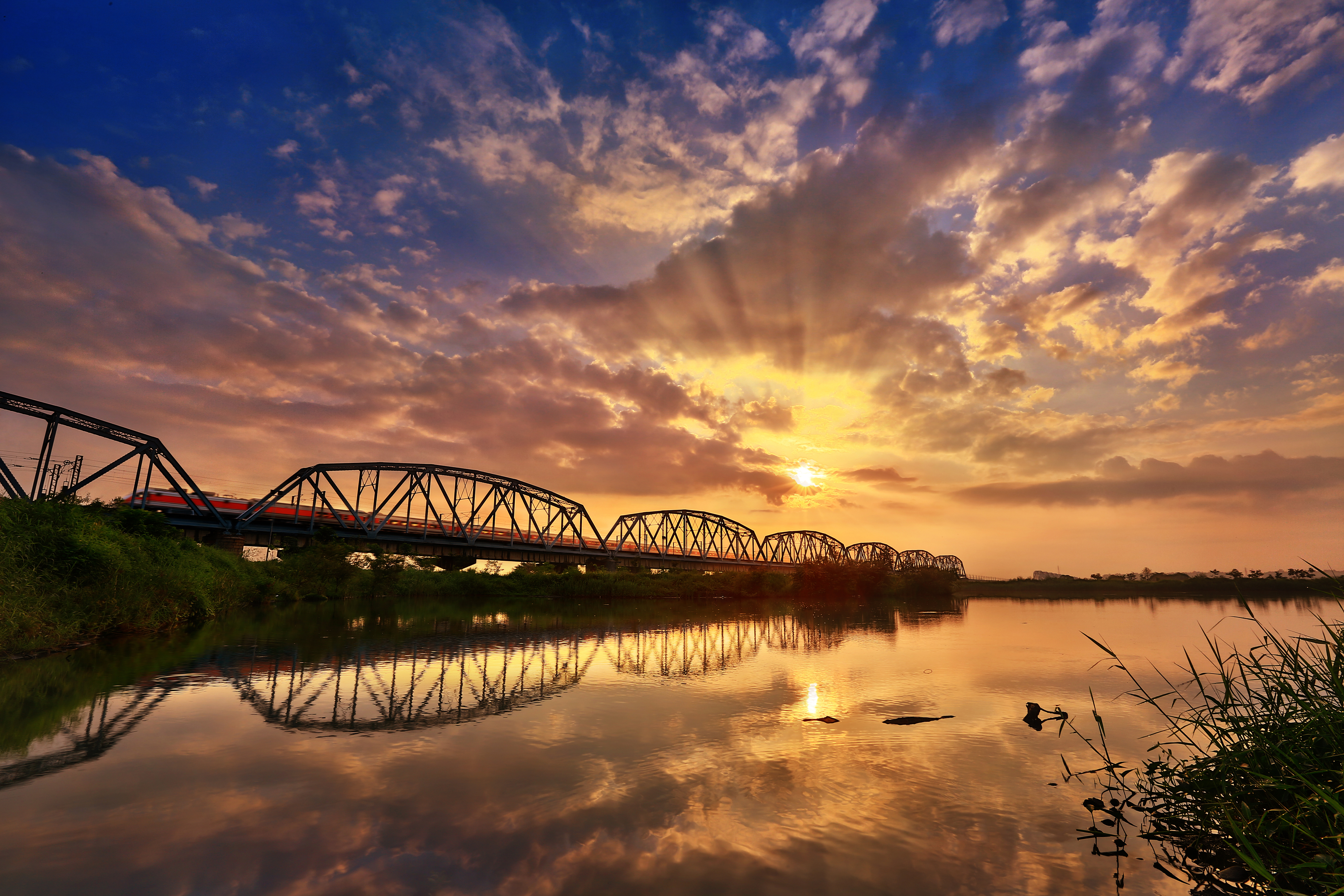
自濕地公園所見處之鐵橋

## 另見
| - 台灣古蹟列表 - 台灣鐵路運輸 - 高屏溪 - 桁架橋 - 大甲溪鐵橋 - 大安溪鐵橋 - 屏東線 - 高屏大橋 - 竹寮取水站 - 三和瓦窯 |